# Десезар, Кармелла
Карме́лла Даниэ́ль Десеза́р (англ. Carmella Danielle DeCesare; род. 1 июля 1982, Эйвон-Лейк, Огайо, США) — американская фотомодель и рестлер. Была Playmate месяца и года мужского журнала Playboy в апреле 2003 года и в 2004 году соответственно.

## Ранние годы
Кармелла Десезар родилась 1 июля 1982 года в Эйвон-Лейк, штат Огайо, в семье итальяно-пуэрториканского происхождения.

## Карьера

### Модельная карьера
Кармелла Десезар привлекла внимание представителей журнала «Playboy», после подачи заявки на участие в реалити-шоу «Кто хочет стать звездой Playboy?» на телеканале Fox. Дойдя до финала, Десезар сняла свою кандидатуру с конкурса из-за собственных сомнений, касательно этого начинания. Когда издатель «Playboy» Хью Хефнер узнал о ее уходе, он пригласил ее на вечеринку по случаю своего дня рождения и убедил пересмотреть свое мнение на этот счет. Впоследствии, она была выбрана «Кибер-девушкой недели Playboy», затем «Кибер-девушкой месяца», прежде чем стала «Мисс Апрель Playboy» в 2003 году.
В 2005 году, Десезар стала «Девушкой Марта» в рамках календаря купальников «Playmates at Play», съемки которого проходили в особняке «Playboy Mansion». Это был первый календарь из серии «Playmates at Play» и первая попытка создать календарь без обнаженной натуры, схожий по стилю с журналами «Swimsuit Issue» от Sports Illustrated. В том же году, в рамках шоу «Соседки», на телеканале «E!», Десезар призналась, что ее грудные импланты выглядели «фальшивыми», поскольку были новыми и полностью не прижились.
В 2008 году, Десезар появилась в выпуске журнала «Sports Illustrated Swimsuit» за 2008 год.

## Карьера в профессиональном рестлинге

### World Wrestling Entertainment (2004)
Свое первое появление в рамках рестлинг-промоушна World Wrestling Entertainment (WWE), Десезар совершила в 2004 году, в качестве участницы конкурса «WWE Поиск Див», где заняла второе место и была принята на работу в компании. В рамках сюжета, Десезар враждовала с победительницей Поиска Див — Кристи Хемме, что, в конце концов, привело к матчу между ними на шоу «Taboo Tuesday» по правилам «Бой подушками в нижнем белье». Вскоре после этого, она уволилась из компании.

## Благотворительность
Вместе со своим мужем, Джеффом Гарсиа, Десезар основала благотворительный фонд «Garcia Pass It On Foundation», чтобы делиться ресурсами с людьми, находящимися в менее удачливых обстоятельствах.

## Правовые вопросы
10 сентября 2004 года, Десезар не признала себя виновной в нападении в суде Кливленда, штат Огайо, после драки в баре с женщиной по имени Кристен Хайн, 21 августа 2004 года. 12 января 2005 года, она была оправдана по обвинению в нападении, но признана виновной в нарушении судебного запрета. Ее приговорили к двадцати четырем часам общественных работ, дали один год условно и оштрафовали на 150 долларов. В ходе судебного разбирательства, Десезар заявила, что Джефф Гарсиа, ее тогдашний партнер и квотербек команды «Кливленд Браунс», был вовлечен в роман с Хайн, после начала отношений Десезар и Гарсиа. Комментируя ситуацию, Гарсиа заявил: «Мне неловко, что я сегодня здесь, оказавшись в подобной ситуации».

## Личная жизнь
21 апреля 2007 года, Десезар вышла замуж за Джеффа Гарсиа — тогдашнего квотербека Национальной футбольной лиги. Свадьба проходила на курорте «CordeValle» в Сан-Мартин, Калифорния. Пара воспитывает четверых детей: дочь Пресли (род. 28 апреля 2008 года), сын Джейсон (род. июнь 2009 года), сын Джакс (род. 21 сентября 2010 года) и дочь Фэйт (род. декабрь 2011 года).